# 格蘭代爾村 (紐約州)
格蘭代爾村（英語：Grandyle Village）是位於美國紐約州伊利縣的普查規定居民點。

## 人口
根據2020年美國人口普查的數據，格蘭代爾村的面積為5.83平方千米，當中陸地面積為4.87平方千米，而水域面積為0.96平方千米。當地共有人口4805人，而人口密度為每平方千米824.19人。